# Icoana (gmina)
Icoana – gmina w Rumunii, w okręgu Aluta. Obejmuje miejscowości Floru, Icoana i Ursoaia. W 2011 roku liczyła 1917 mieszkańców.